# Fatna Lkhiyel
Fatna Lkhiyel est une femme politique marocaine, membre du Mouvement populaire (MP).

## Biographie

### Études et carrière professionnelle
Elle est docteur en médecine générale diplômée de la faculté de Rabat. Elle exerce dans la santé publique comme médecin de dispensaire puis comme chef de service à l'hôpital Lalla Meriem de Larache. Elle suit ensuite une formation professionnelle en administration des hôpitaux. Elle rejoint le Mouvement populaire et est élue conseillère communale dans le village de Arbaoua[réf. nécessaire].

### Carrière politique
Le 5 avril 2017, elle est nommée secrétaire d'État chargée de l'Habitat dans le gouvernement El Othmani.